# 尖山橙
尖山橙（学名：Melodinus fusiformis）是夹竹桃科山橙属的植物，为中国的特有植物。分布在中国大陆的广西、贵州、广东等地，生长于海拔300米至1,400米的地区，多生在山坡路旁、山地疏林中或山谷水沟旁，目前尚未由人工引种栽培。

## 别名
竹藤、藤皮黄、鸡腿果、石芽枫（广西）